# 愛原さえ
愛原 さえ（あいはら さえ、1984年11月9日 - ）は、日本の元AV女優。ロータスグループに所属していた。

## 略歴・人物
2010年AVデビュー。2012年に業界から退いたものの、出演作品のリリースは2012年以降も続いた。2015年に、熟女系の女優として復帰した。2016年4月17日のイベントをもって再び引退した。
趣味はアニメ、競馬、マッサージ、野球観戦。学生時代はバレーボールと陸上をしていた。好きな食べ物はカレーライス、ハンバーグ、オムライス、アイス、トップバリュ ベストプライスギョーザ。
ユースケ・サンタマリアがバラエティ番組にて好きだったAV女優として名前を挙げた。

## 作品

### アダルトビデオ
2010年
- 続・素人娘、お貸しします。VOL.07 （11月18日、プレステージ）

2011年
- 美女騙録 01（1月13日、プレステージ）
- フラれてオチてるあの娘を、口説いて、ヤッて、撮っちゃった！！（1月25日、プレステージ）
- 本日 宿泊可！！ GIRL.09（2月8日、プレステージ）
- 夜勤ナース集団中出しレイプ（4月1日、ワンズファクトリー）
- 近所で評判のジンギスカン屋のバイトJD（4月8日、アップス）
- 100％孕ませたい…、人気女優、さえ 愛原さえ（5月5日、NON）
- 萌えスポコス（5月25日、kawaii*）
- 体育会系部活少女 バドミントン部 さえ （5月26日、ラマ）
- 今日もさえてる↑愛原さえの尻フェチプレイとデカ尻セックス（5月30日、実録出版）
- 肉食ドMレディ（6月5日、ドリームチケット）
- あねちち 1（6月15日、ケー・トライブ）
- 巨乳過ぎる花屋の店員さん さえ （6月16日、グローリークエスト）
- S級インストラクター美女中出し （6月24日、サムシング）
- 女のカラダは華奢なくせして巨乳で選ぶ。（7月13日、E-BODY）
- 誘惑義姉の、熱い接吻と抱擁（7月25日、美）
- 人妻凌辱ボランティア介護（7月25日、マドンナ）
- いもうとLOVE 26 （8月15日、ケー・トライブ）
- 愛原さえのSEX（9月19日、ドグマ）
- 放尿、潮吹き、大失禁。（10月7日、プレミアム）
- おねぇちゃんっ！～フタリの関係が変わる瞬間～（10月13日、HERO）
- ザーメン500連発の洗礼（10月13日、ダスッ！）
- イカセ4時間（10月14日、ケイ・エム・プロデュース）
- やんきぃ～ 風俗チャン○ロード 4 Gカップ88cm さえ（10月21日、チェリーズ）
- ふたりエッチしよっ！（10月25日、kawaii*）
- 街に溢れるショーパン・トレンカ ムチムチとした美尻と太もものエロス（11月1日、Fitch）
- 家庭内レイプ 息子の嫁の奔放な若い躰に我慢できない父は二人きりの時犯ってしまった（11月19日、ヒビノ）
- 絶対的美少女・愛原さえ×マジックミラー号 素人参加！ギン勃ちチ○ポ感謝祭（11月19日、SODクリエイト）
- 小悪魔ボディーエステティシャン ふたりはエッチなレズ友達（11月19日、アンナと花子）
- 全国女子大生図鑑☆東京 さえちゃん（11月25日、ビッグモーカル）
- メガネ取った時のほうがカワイイ（11月25日、BALTAN）
- 巨乳でメガネで超カワイイ僕の義妹 さえ（11月25日、宇宙企画）
- お葬式で再会した従姉妹とやっちゃった俺（12月8日、アキノリ）
- 美乳ランナー制服少女狩り File.7女子校生さえ（12月13日、HERO）
- 素人参加企画！憧れの愛原さえちゃんに童貞卒業させてもらいませんか？（12月15日、ワンズファクトリー）
- 公然おもらし淫乱SEX（12月19日、乱丸）
- 鬼太巨根 北欧からきた50cm砲（12月23日、レアル・ワークス）
- 神乳 神より授かりし美乳を持つオンナ（12月25日、THE WORLD）

2012年
- それでも貴方に愛されたいから… ～夫の性癖を満足させるために躾けられる人妻～ さえ（1月1日、Fitch）
- レズ Wキャスト 2（1月7日、ディープス）
- エロコス巨乳女が僕の自宅にやってきた！（1月20日、STAR PARADISE）
- 近所で評判の美人Fカップ姉ちゃん（1月25日、jump-av）
- 鬼イカセ（1月27日、レアル・ワークス）
- もうすぐ卒業だから… 学籍番号007（1月27日、ONE DA FULL）
- 時間よ止まれ! SP さとう遥希&愛原さえよ止まれ!（2月9日、V&Rプロダクツ）
- 卒業 II 其の十四（2月24日、プレステージ）
- 女監督ハルナの横取りレズナンパ！VOL.05 MM（マジックミラー）号と♂（オトコ）が口説きオトせなかった湯けむり素人娘の恥じらいうぶマ○コを癒し系エロボディ・愛原さえが喰いまくる!（2月23日、ディープス）
- 真正中出し！（2月29日、モブスターズ）
- 転校したら男は僕一人ぼっちだった…。 8 (3月8日、アキノリ)
- エロ美少女に丁寧語で責められてみませんか2（6月25日、アロマ企画）
- 時間よ止まれ! レズSP 3 (3月8日、V&Rプロダクツ)
- 第1回ギャルソンAV企画グランプリノミネート作品 ギャルがペット 謎の奇病で知能がペット並みになってしまったギャル達があなたの愛玩動物になる世界（7月5日、GARCON）
- 濃厚な女（12月13日、ハヤブサ）

2013年
- 美少女 レズキス、唾液交換、顔舐め（1月5日、ジャネス）
- しくまれた人妻撮影会 3（1月11日、LEO）
- 美少女たちのアナル舐め、双頭ディルド同性愛（1月30日、ジャネス）
- ギャル女子校生の趣味はM男責め（3月19日、妄想族）
- レズビアン クンニリングス 舌だけでイッちゃうオマ○コ（美少女ver）（2月25日、レズビアン クンニリングス）

2015年
- 「ちょっとそこまでだから…」と不用意にノーブラで出歩く巨乳妻は知らぬ間に男を誘惑して… 5（7月10日、DOC）
- 寝取らせ 07（7月21日、DOC）